# Clair Engle

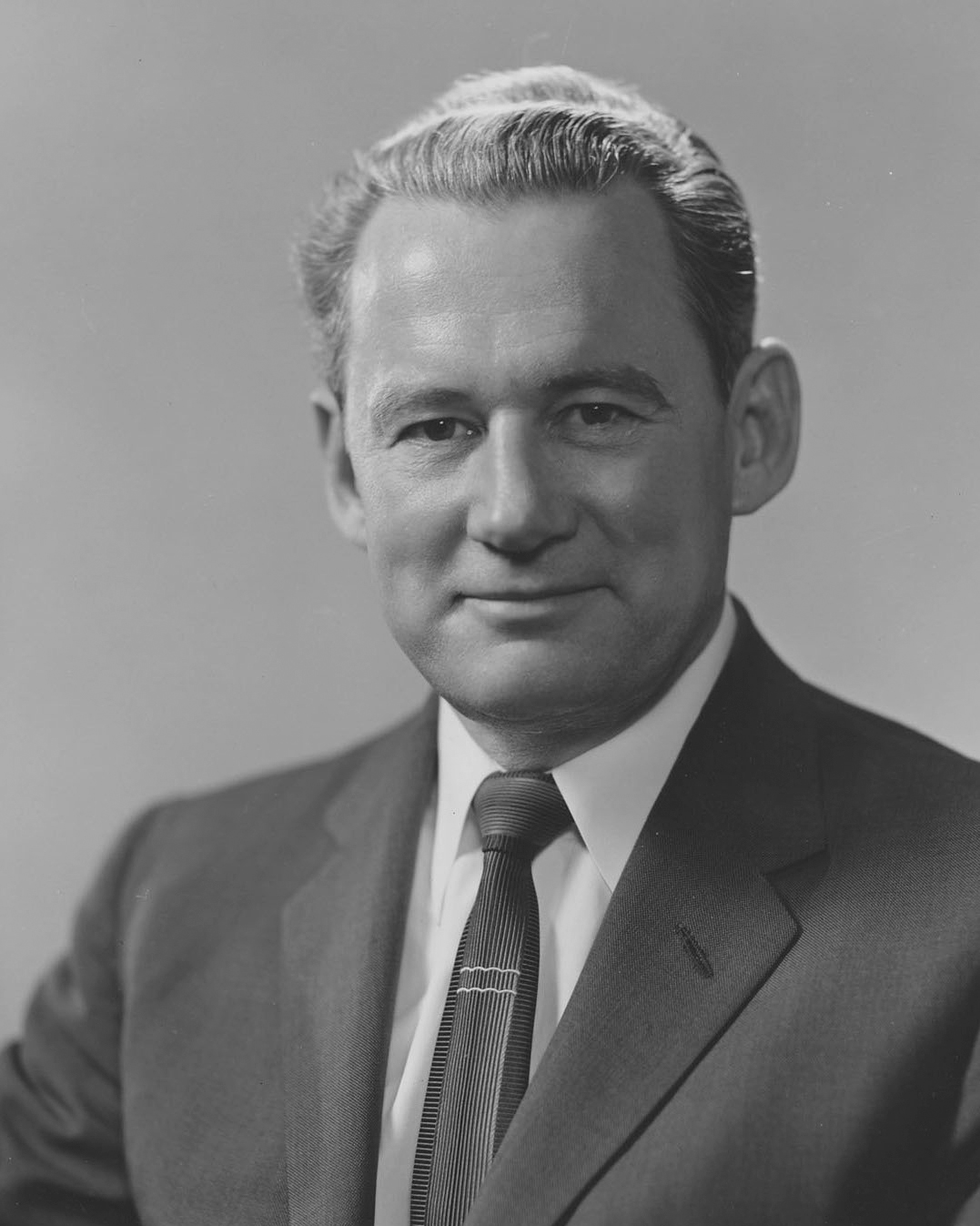
Clair Engle

Clair Engle (* 21. September 1911 in Bakersfield, Kalifornien; † 30. Juli 1964 in Washington, D.C.) war ein US-amerikanischer Politiker der Demokratischen Partei. Er vertrat den Bundesstaat Kalifornien in beiden Kammern des Kongresses.

## Biografie

### Frühes Leben
Clair Engle besuchte bis 1930 das State Teachers College in Chico und graduierte 1933 am Hastings College of the Law der University of California, wo er Rechtswissenschaften studiert hatte. Kurzzeitig praktizierte er in Corning, einer Kleinstadt in Tehama County, bis er 1934 zum Bezirksstaatsanwalt des Countys ernannt wurde.

### Mitglied des Kongresses
Engle verblieb in diesem Amt bis 1943, als er am 31. August als Vertreter des zweiten Kongresswahlbezirks von Kalifornien ins Repräsentantenhaus der Vereinigten Staaten gewählt wurde. Sechsmal in Folge wurde Engle wiedergewählt und schied 1959 aus dem Kongress aus. Im Kongress selbst übernahm Engle einige wichtige Positionen. So war er von 1945 bis 1947 Vorsitzender des Committee on War Claims, eines Ausschusses, der es sich zum Ziel gesetzt hatte, Kriegsschäden, darunter auch die in Europa, so schnell wie möglich finanziell zu regulieren. Auch war zwischen 1955 und seinem Ausscheiden aus dem Kongress, 1959, Vorsitzender des Committee on Interior and Insular Affairs, dessen Hauptaufgabe zu jener Zeit war, das Hawaii-Territorium als Bundesstaat in die USA zu integrieren, ein Vorhaben, das im Jahr 1959 gelang.

### US-Senator
Engle wurde 1958 in den US-Senat gewählt und trat sein neues Mandat am 3. Januar 1959 an. Doch seine Amtszeit sollte nur kurz sein und wurde 1963 von der Diagnose überschattet, dass er an einem unheilbaren Hirntumor erkrankt war. Obwohl er schon bald darauf teilweise gelähmt war und einige Sitzungen des Senats gesundheitsbedingt versäumte, blieb er in seinem Amt.
Am 10. Juni 1964, während der Ausarbeitung des Civil Rights Act, hätte Engle zum Podium treten und zum Senat sprechen sollen. Doch der Hirntumor hatte da bereits das Sprachzentrum des Gehirns angegriffen. Neun Tage später wurde das Gesetz vom Senat unter Präsident Lyndon B. Johnson verabschiedet.

### Tod
Clair Engle starb eineinhalb Monate nach seinem bemitleidenswerten Auftritt vor dem US-Senat im Alter von nur 52 Jahren. Er liegt im kalifornischen Red Bluff begraben.

## Sonstiges
Der Trinity Lake in Kalifornien wurde noch im Jahr 1964 in Clair Engle Lake umbenannt. Allerdings wurde dieser Name sowohl außerhalb Amerikas aber auch innerhalb der USA kaum bekannt, so dass er 1997 wieder in Trinity Lake umbenannt wurde. Ein weiterer Grund, so geben es die Behörden an, ist die Assoziation des Sees mit dem Trinity-Staudamm, und dem Trinity River. Diese Verbindung würde durch den Namen Clair Engle Lake verloren gehen.